# Leucania acurata
Leucania acurata är en fjärilsart som beskrevs av Alfred Philpott 1917. Leucania acurata ingår i släktet Leucania och familjen nattflyn. Inga underarter finns listade i Catalogue of Life.